# Ephesiella mixta
Ephesiella mixta är en ringmaskart som beskrevs av Hartman och Fauchald 1971. Ephesiella mixta ingår i släktet Ephesiella och familjen Sphaerodoridae. Inga underarter finns listade i Catalogue of Life.